# Hammer Grünberg
Der Hammer Grünberg, im gleichnamigen Ortsteil Grünberg des oberpfälzer Ortes Brand gelegen, bestand seit dem 14. Jahrhundert. Der Maschinenhammer wurde vom Wasser der Fichtelnaab angetrieben.

## Geschichte
Die Gebrüder Sebastian und Wolfgang von Hirschberg übereigneten 1480 „den hammer und hammerstat an der Waldnaab, gelegen zwischen Ebenode und Brandt, und ist genannt zum Grünperge“ an Simon Gropp, Bürger zu Wunsiedel. 1515 ging der Hammer von Simon Gropp auf Mothl (Matthes) Schreyer über. Die Schreyer waren ein alteingesessenes Hammergeschlecht: Sebastian Schreyer († 1372), ein Nürnbergern Patrizier, besaß den Hammer Kronau und den Trevesenhammer. Hans Schreyer wird 1488 zu Waldeck mit dem Hammer Kronau belehnt und 1515 wird sein gleichnamiger Sohn Hans Nachfolger in Kronau, dessen Bruder Sebastian wird Besitzer von Trevesen. Der dritte Bruder Mothl (Matthes) Schreyer erhält den Hammer Grünberg. 1546 tritt er der Oberpfälzer Hammereinigung bei. Die Hammereinigung garantierte die jährliche Lieferung von drei Pfund Eisenstein (ca. 151 Kubikmeter). Auf ihn folgt sein Sohn Mathes, der 1582 neben der Hammerhütte ein schlossartiges Wohnhaus errichtete, auf dem heute noch das Zeichen „M 15 ?? 82 S“ angebracht ist. Um 1630 besaßen Hansens Witwe bzw. ihre Söhne den ungangbaren Blechhammer zu Grünberg. 1642 hieß es, dass der Hammer wieder gangbar ist. In einem Bericht vom 16. Januar 1666 über den Stand des Bergbau- und Hammerwesens in der Oberpfalz  wird über Grünberg überliefert: „Der hammer zu Grünberg ist Jacoben Schreyer zugehörig und gangbar, nimbt das schlechte erz von Neuensorg und Rigelsreuth.“
Ab 1681/82 durften sich die Söhne des Jakob Schreyer sen.  den Phantasienamen „Blumenthal“ zulegen. Am 6. April 1689 erhob Kurfürst Max Emanuel die fünf Brüder in den Adelsstand, „daß sie sich von Blumenthal, auch von ihren übrigen Sitzen nennen“. Ab 1720 legten die Schreyer von Blumenthal den Namen Schreyer ganz ab und nannten sich nur mehr von Blumenthal. Nach 1700 kam Grünberg auf dem Heiratsweg an einen Künsberg. Eine Aufstellung von 27. August 1783 bezeichnet den edelleutischen Hammer der Frau von Künsberg nun als einen Waffenhammer. Es hat also ein Umbau von einem Blech- zu einem Waffenhammer stattgefunden. Nachfolgerin wurde deren Tochter Anna Maria von Künsberg, verwitwete Obleti. Diese beantragte mit einem Schreiben vom 10. Januar 1757 an die Regierung in Amberg die Burggutfreiheit, d. h. die Unabhängigkeit von der Lehensherrschaft von Ebnath und Schwarzenreuth. Dies wurde ihr im gleichen Jahr noch genehmigt und 1763 verkaufte sie Grünberg „aus freier Hand“. Der Hammer wird in den Steuer- und Abgabenverzeichnissen bis 1762 erwähnt („ein Hammerhaus mit Pächter als Inwohner und ein Schmiedhaus mit einem Waffenschmied“).
Käufer war der Pachtbauer von Ebnath, Peter Schiener, der dadurch zum Hammerherrn wurde. Eine seiner Töchter heiratete 1777 den Hammerschmiedsgesellen Wolfgang Altnöder, die andere 1794 den Mühlgesellen Johann Georg Besold (zum Gut gehörten nämlich auch eine Mühle und eine Schneid). Danach erfolgte die Teilung des ehemaligen Hammergutes in drei Teile, und zwar in das Waffenhammergütl, die Mühle und den Hammerhof. Wolfgang Altnöder betrieb den Hammer weiter und erbaute sich 1792 ein eigenes Haus, das heute noch „beim Waffenschmied“ heißt. Der letzte Waffenschmied war Ignaz Altnöder sen. Dieser legte den Hammer 1897 still und betrieb von da an eine Schneidsäge.

## Betrieb des Hammers Grünberg
Der Hammer Grünberg lag auf der rechten Seite der Fichtelnaab. Um das Werk hinreichend mit Wasser zu versorgen, wurde Wasser von einem ursprünglich links liegenden Weiher zugeleitet, der vom sog. Grundbach gespeist wurde. Dies war durch eine Erhöhung der Böschung mittels eines Dammes und ein Holzgerinne über die Fichtelnaab möglich. Im Flurplan sind dort noch die Bezeichnungen „Altweiher“ und „Fallwiese“ zu finden. Zwischen 1700 und 1800 wurde ein neuer großer Weiher rechts der Naab geschaffen und die Wasserräder zum Betrieb des Werkes wurden nun oberschächtig umgebaut.
Das Erz für das Werk kam aus den Gruben von Riglasreuth, Neusorg und Pullenreuth; 1665 hieß es ausdrücklich „nimmt das schlechte Arzt von Neuensorg und Riglsreuth“. Die für den Schmelzbetrieb notwendige Holzkohle wurde in eigenen Meilern hergestellt. Dazu heißt es in einem Bericht vom 12. November 1841, dass ein Meiler mit 24 ½ Klafter Scheitholz (1 Klafter sind 3,13 Kubikmeter) aufgerichtet wurde und in der nächsten Woche ein Meiler mit 14 Klafter Scheitholz und 27 Klafter Stöcken. Der letzte Hammermeister von Grünberg erzählte, dass er zur Befeuerung auch Kiefernzapfen, die eine große Hitze entwickeln, verwendete. Pro Metzen (ca. 37 l) zahlte man den Sammlern einen Kreuzer.
Eine Besonderheit des „Blechhammers Grimpergk“ war, dass er den benötigten Deuchel selbst herstellte, was den anderen Mitgliedern der Hammereinigung verboten war. In dem Werk waren neben dem großen Schwanzhammer noch eine Welle für ein Pochwerk, eine Zerennwelle für den Blasebalg und eine „Bettlerwelle“, womit eine unbedeutende Welle (Bettel = Kram) gemeint ist, ohne dass der genaue Zweck angegeben ist.
Da in den staatlichen Blechwerken im 18. Jahrhundert das Blech durch Walzen hergestellt wurde, waren die privat betriebenen Blechhämmer nicht mehr konkurrenzfähig und stellten auf Waffenhämmer um. Wann dies in Grünberg der Fall war, ist nicht genau dokumentiert, aber sicher ab 1762. Dabei wurden hier verschiedenste Gerätschaften produziert (Hacken, Beile, Haumesser, Pflugscharen, Hauen, Pickel, Stockhauen, Gabeln, Schaufeln, Hämmer, Schlegel, Wagenreifen, Radschuhe, Radachsen, Ambosse, Hopfenstöckel). Daneben lieferte Grünberg noch Stabeisen in verschiedenen Stärken für die Nagelschmiede.